# 金玉壂
金玉壂（？—？），正黄旗人，清朝政治人物。岁贡出身。
康熙三十九年（1700年），擔任清朝廣州府南海縣知縣。后由張友程接任。